# Trigo Marquis
El cultivar de trigo harinero Marquis fue desarrollado por un equipo dirigido por el Dr. William Saunders, director de la Granja  Experimental Central de Ottawa, entre 1892 y 1909. Es un cruce entre Red Fife (macho) y Hard Red Calcutta (hembra). Fue seleccionado por su superioridad en la calidad de molienda de la harina panificable sobre otros cultivares que entonces prevalecían en el oeste de Canadá. El Marquis tenía la ventaja de madurar 10 días antes que sus competidores, un factor de gran importancia en las praderas canadiense, como Alberta, Manitoba y Saskatchewan, que se extiende hasta el sur de Nebraska.<
En 1892, el Dr. William Saunders y su equipo importaron variedades de trigo de Rusia, India, Japón, Australia y Estados Unidos para probarlas junto con el Red Fife. Al final, fue el cruce de Red Fife con Hard Red Calcutta, de la India, lo que dio lugar al trigo Marquis. «El Hard Red Calcutta dio bajos rendimientos y era de mala calidad; sin embargo, el trigo maduró aproximadamente 20 días antes que Red Fife».
En 1907, el Dr. Charles E. Saunders, cerealista de Dominion (hijo del Dr. William Saunders), envió 23 libras de trigo Marquis desde Ottawa a la Granja Experimental Indian Head para probar el grano en condiciones de pradera. La variedad produjo altos rendimientos y maduró temprano; y, aunque no era resistente a la oxidación, estaba listo para cosecharse antes de que la roya se volviera problemática. En 1909, se distribuyeron 400 muestras a agricultores de todo el oeste de Canadá, lo que dio como resultado una serie de cultivos exitosos.
En 1920, el trigo Marquis representaba el 90 % del trigo rojo duro de primavera plantado en las praderas canadienses. La introducción de Marquis provocó que la producción de trigo en Saskatchewan se duplicara entre 1906 y 1920.
Marquis finalmente fue reemplazado por variedades resistentes a la oxidación como Thatcher, Apex y Renown.